# Baía da Samba
O estuário da Samba-Corimba, mais conhecido por seus nomes populares baía da Samba, baía da Corimba e lagoa da Samba, é um complexo estuarino formado pelas micro-bacias hidrográficas do município de Luanda, sendo os principais o rio Seco e o rio Vala da Samba.
Sua barreira natural de separação do oceano Atlântico era a ilha de Luanda até a primeira metade do século XX, quando o canal natural que formava a grande baía de Luanda foi terraplanado para a construção de uma passagem da avenida 4 de Fevereiro. Assim, a avenida separou a porção norte da porção sul da baía de Luanda, formando um novo acidente geográfico, que recebeu o nome de baía da Samba, mas com características de estuário.
A península formadora sul é a ponta da Corimba, enquanto que a formadora do norte é a ponta da Chicala. As pontas, bem como as margens da zona estuarina, anteriormente eram regiões de pouco interesse imobiliário, sujeitas inclusive à favelização, fatores que mudaram após o fim da Guerra Civil Angolana. Grandes projetos, como a avenida Marginal Sudoeste (ou Marginal Corimba), quase formaram uma porção isolada no sul do estuário, que os populares chamam de lagoa da Samba.